# Зєлик Софійка
Софі́йка Зє́лик (24 квітня 1961, Нью-Йорк) — українська писанкарка. Живе і творить у Новому Йорку, США. Член Спілки народних майстрів України.
Софійка Зєлик мала свої персональні виставки писанок у Союзі українок Америки (Нью-Йорк), Українському інституті Америки (Нью-Йорк), історичному товаристві міста Лексінртона, в Українському музеї в Нью-Йорку, Галереї імені Кререра (Меріленд), Американському музеї ремесла (Нью-Йорк), Посольстві України в США, Національному музеї природознавства (Нью-Йорк), Культурному центрі святого Володимира (Канада), Центрі народного мистецтва (Вермонт).